# Rückhaltebecken Göda
Das Rückhaltebecken Göda ist ein Stausee am südöstlichen Rand von Göda im, dort erweiterten, Tal des Langen Wassers.

## Bau und Nutzung

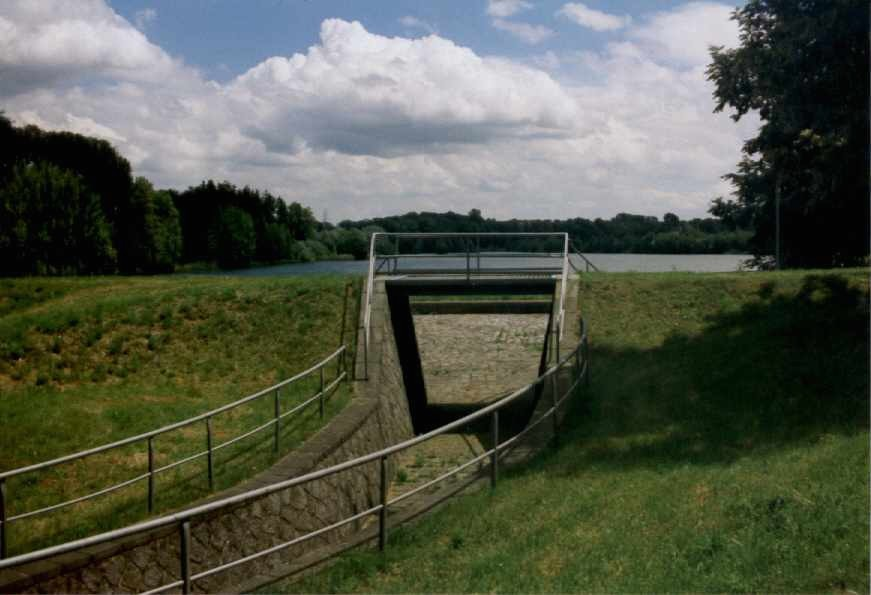
Damm-Überlauf

Das Rückhaltebecken Göda wurde in den Jahren 1961 und 1962 als Grünbecken zum Hochwasserschutz in einer staunassen Senke angelegt. Es ist in ein System von Rückhaltebecken, zu welchem des Weiteren die Becken von Schmölln/O.L. (1958) und Karlsdorf (1961) gehören, integriert. Dadurch sollten wiederkehrende Hochwasserereignisse (z. B. 1897, 1945 und 1981), bzw. deren zerstörerische Wirkung gemindert werden.

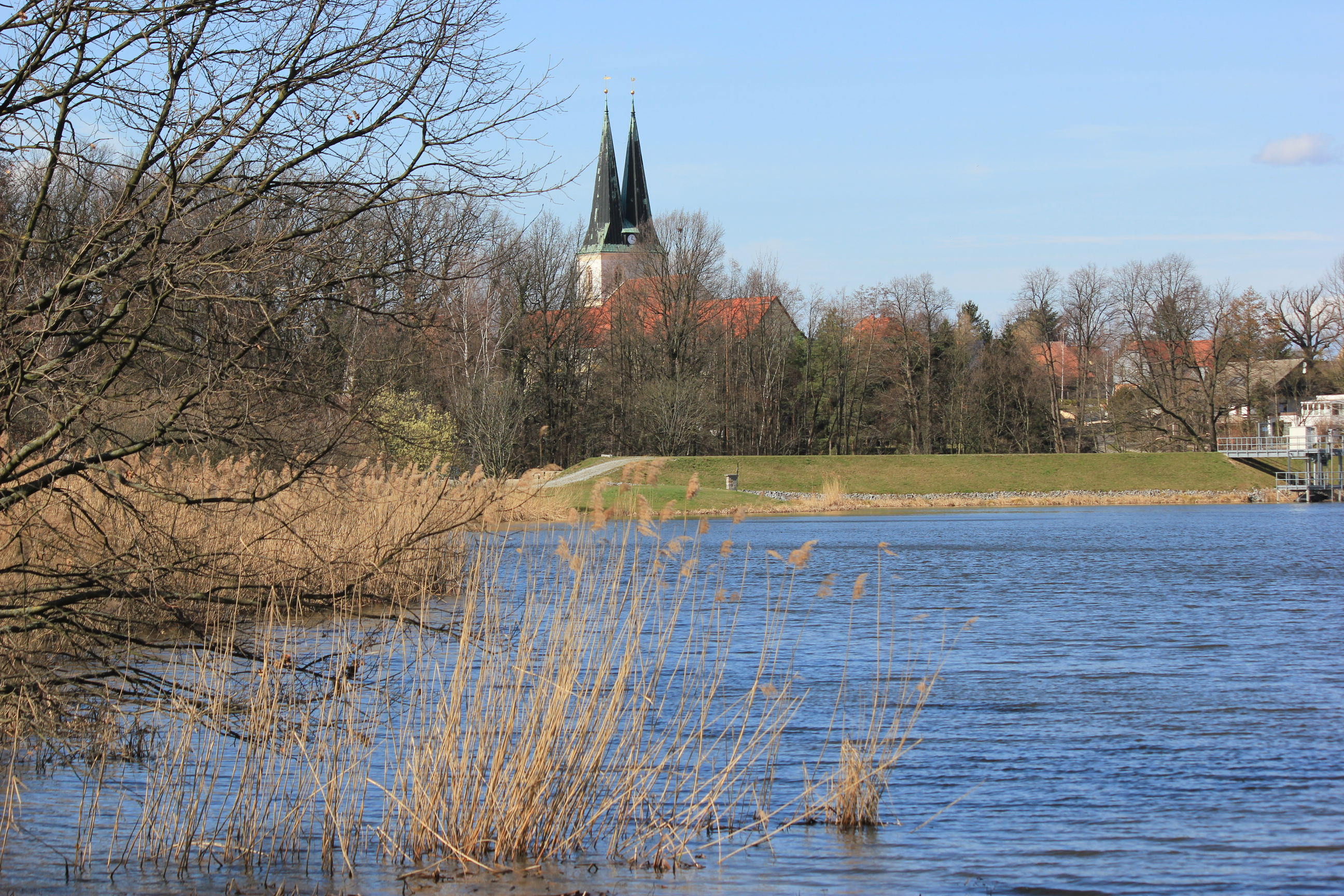
Blick über den See nach Göda

In den Folgejahren gab es mehrfach Veränderungen, darunter den Einbau eines Grundablasses sowie eines Hochwasser-Entlastungsablaufs. Der Umbau für einen Teilstau zu landwirtschaftlichen Zwecken wurde in den 1980er Jahren angestrebt und nach dem Hochwasserereignis von 1981, bei dem der Damm nur mit Mühe erhalten werden konnte, vorangetrieben. Die Sanierung wurde 1983 beendet und 1989 begann der Dauerstau. Der ursprünglich angestrebte Zweck einer Versorgung der Landwirtschaft mit Brauchwasser konnte auf Grund der politischen und strukturellen Veränderungen nicht mehr umgesetzt werden. Momentan besitzt das Rückhaltebecken jedoch neben seiner primären Bestimmung zusätzlich eine Naturschutz- und Erholungsfunktion.
Anfang des Jahres 2009 wurden von der Landestalsperrenverwaltung Mängel bezüglich der Stand- und Überflutungssicherheit festgestellt, die ein Ablassen des Stausees nötig machten. Im Dezember 2009 begannen die Sanierungsarbeiten, die rund 2,5 Millionen Euro kosteten. Nach Abschluss der Bauarbeiten wurde das Hochwasserrückhaltebecken ab Mai 2012 wieder eingestaut.